# Daniela Asinari
Daniela Asinari (Marcos Juarez, Córdoba, 22 de novembro de 1979), é uma ilustre advogada da cidade de Rosário

## Breve resenha
Obteve seu título de advogada na Faculdade de Direito da Universidade Nacional de Rosário. Pouco tempo após finalizar seus estudos integrou a equipa jurídica de Familiares de Detidos e Desaparecidos por Razões Políticas e da Liga Argentina pelos Direitos do Homem, e participou na preparação dos primeiros julgamentos que se fizeram em Rosário por delitos que lesam a humanidade. Também foi represente legal do Movimento Giros.
No ano 2012, Daniela repudiou junto a organismos de direitos humanos o Colégio de Advogados de Rosário por não tratar a tira de matrícula ao repressor Daniel Amelong.
Em abril de 2013 foi designada Defensora Pública de Rosário, votada por unanimidade para o cargo por Assembleia Legislativa da Província de Santa Fé.

## Advogada Distinta
No ano 2010, o Concelho Municipal de Rosário outorgou-lhe o título de "Advogada Distinta" juntamente com outros profissionais do Direito, em reconhecimento por actuar como advogada na causa Guerrieri – Amelong.
Estas causas foram reabertas depois que se alterarem as leis de impunidade. No acto evocou-se a profissionais vítimas do terrorismo de estado como Eduardo Garat, Lezcano, Felipe Rodríguez Araya e Delia Rodríguez Araya.